# T-24
El T-24 fue un tanque medio soviético construido en 1931. Solamente se construyeron 25 ejemplares y ninguno entró en combate. Este fue el primer tanque producido en la Fábrica Malyshev de Ucrania, que posteriormente produjo los muy exitosos tanques soviéticos T-34 y T-54. La suspensión del T-24 fue empleada con éxito en los primeros tractores de artillería fabricados en la Unión Soviética.
Su armamento principal consistía en un cañón de 45 mm, tenía una ametralladora DT montada en un afuste hemisférico en el glacis del casco, otra en la torreta y una tercera en una subtorreta situada sobre la torreta principal. Contaba con un buen blindaje para la época, pero su motor y transmisión tenían problemas.  

## Historia de producción
Se fundó una oficina de diseño de tanques en la Fábrica de locomotoras de Járkov (KhPZ), Ucrania Soviética, en 1928. Estaba dirigida por I. Aleksienko en cooperación con A. Morozov, el hombre que estaría a cargo de todos los proyectos de tanques medianos soviéticos desde 1940 a 1970. El primer proyecto fue el T-12 (o T-1-12); esta era una versión más grande del T-18 (o MS-1), con un motor más potente de 200 cv y un cañón de 45 mm. Se construyó un prototipo y en 1930 se autorizó la producción de 30 tanques, pero su desempeño fue tan decepcionante que se decidió suspender su fabricación y continuar con su desarrollo.
El proyecto fue redesignado como T-24, se terminó el trabajo de resolver los problemas de la transmisión y el sistema de combustible, además de diseñarle una torreta más grande. Se llevaron a cabo pruebas iniciales, durante las cuales se observó que su desempeño era satisfactorio, aunque el motor del prototipo se incendió y la torreta tuvo que ser transferida al casco de un prototipo del T-12 para continuar las pruebas. Solamente 25 tanques fueron construidos durante 1931. Inicialmente, los T-24 estarían armados solamente con ametralladoras, hasta que en 1932 se les instaló cañones de 45 mm.
El T-24 demostró ser poco fiable,se retiró de la producción debido a la complejidad de su fabricación y toda una serie de fallos descubiertos en el primer lote de la producción por lo que solamente fue empleado para entrenamiento y en desfiles. A pesar de que el T-24 fue un fracaso, le ofreció a la KhPZ su primer diseño de tanque y la experiencia de producción, las cuales fueron aplicadas con mayor éxito al adoptar la producción del diseño del ingeniero estadounidense J. Walter Christie y la serie de tanques BT, a partir de 1931.     

### Tractores de artillería

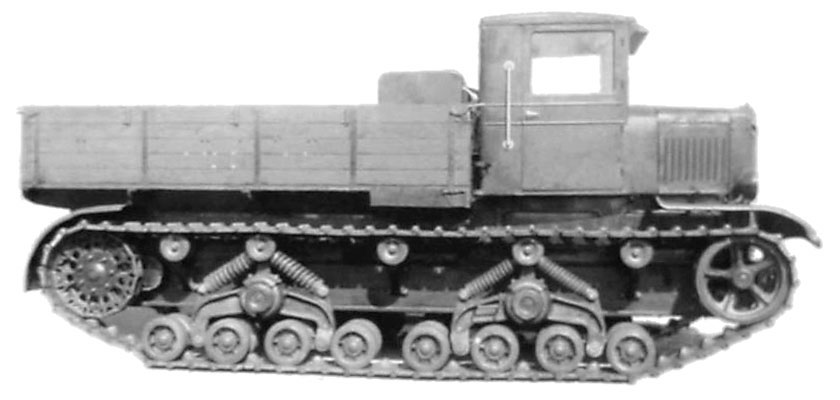
Tractor de artillería pesada Voroshilovets.

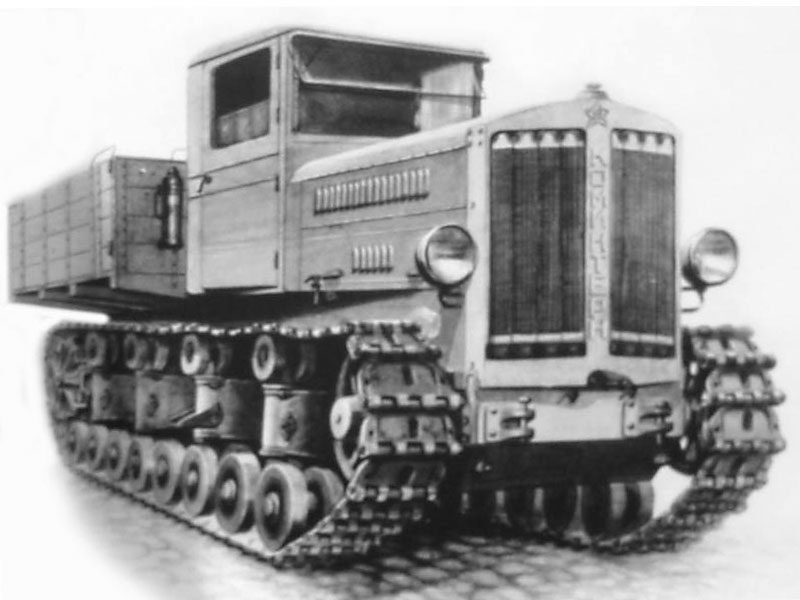
Tractor de artillería Komintern.

El tractor de artillería Komintern de la KhPZ estaba basado en la suspensión del tanque T-12 (50 construidos a partir de 1930) y posteriormente la del T-24 (2.000 construidos desde 1935 hasta 1941), propulsado por un motor diésel de 131 CV. A pesar del fracaso de los tanques, el tractor fue más exitoso y entró en producción. El Komintern heredó varias desventajas del T-24, pero algunas de éstas fueron resueltas por los diseñadores y otras no eran tan significativas en un tractor como en un tanque. El Komintern fue empleado para remolcar piezas de artillería media, como el cañón-obús de 152 mm.
El tractor de artillería pesada Voroshilovets también estaba basado en la suspensión del T-24, empleando el mismo motor diésel Modelo V-2 (pero con potencia reducida) de los tanques BT-7M y T-34. La KhPZ produjo alrededor de 230 tractores desde 1939 y a raíz de la invasión alemana de 1941, la producción fue transferida a la Fábrica de tractores de Stalingrado hasta agosto de 1942.